# Tuffalun
Tuffalun község Franciaország Loire mente régiójában, Maine-et-Loire megyében. Új községként 2016. január 1-jén jött létre Ambillou-Château, Louerre és Noyant-la-Plaine korábbi községek egyesítésével. Az egyesüléskor az új község lélekszáma 1819 fő lett. Lakosainak száma 1734 fő (2022. január 1.).

## Népesség
| Lakosok száma | 1772 | 1761 | 1752 | 1743 | 1743 | 1734 |
|               | 2017 | 2018 | 2019 | 2020 | 2021 | 2022 |